# Ulmus carpinifolia
Espèce
L'orme à feuilles de charme, Ulmus carpinifolia, est une espèce de plantes à fleurs de la famille des Ulmacées. 
C'est un arbre.
À l'instar de la plupart des ormes présents en forêt tempérée européenne, sa population a fortement diminué durant le XXe siècle à cause de la graphiose de l'orme.

## Synonymes
- Ulmus foliacea Gilibert
- Ulmus nitens Moench (1794)
- Ulmus glabra Mill., non Huds.
- Ulmus sativa Duroi (1772)
- Ulmus campestris var. laevis Spach
- Ulmus carpinifolia Borkh. (1793), Ehrh. (1792)
- Ulmus campestris L. pro parte
- Ulmus surculosa var. glabra Stokes.

Selon Christian You (2012), Ulmus carpinifolia n'est pas synonyme d’U. minor s.l., ni d’U. vulgaris et U. campestris.
Pour le Catalogue of life , Ulmus carpinifolia est synonyme d'Ulmus minor subsp. minor.

## Description
- Appareil végétatif : feuilles, luisantes et presque lisses, très asymétriques, portées par des pétioles glabres, assez minces, longs de 12 à 17 mm, asymétriques, doublement dentées.
- Appareil reproducteur : fleurs, très petites, et fruits formant de petits bouquets denses le long des rameaux. Samares glabres non ciliées au bord, subsessiles. Graines situées en haut des fruits, au-dessous de l’échancrure stigmatique.